# Чубуков, Дмитрий Владимирович
Дмитрий Владимирович Чубуков (род. 1 июня 1982, Саратов, Саратовская область, РСФСР, СССР) — российский хозяйственный и государственный деятель. Глава администрации Ленинского района города Саратова (с 25 августа 2022 года).

## Биография
Родился 1 июня 1982 года в городе Саратове.
В 2004 году окончил Саратовский государственный университет генетики, биотехнологии и инженерии имени Н. И. Вавилова, затем в 2014 году окончил Поволжский институт управления имени П. А. Столыпина.
В разное время работал в ряде государственных, муниципальных и частных организаций.
С января 2018 года — первый заместитель главы администрации Ленинского района города Саратова.
С 25 августа 2022 года — глава администрации Ленинского района города Саратова.